# Dorfkirche Ulrichshalben

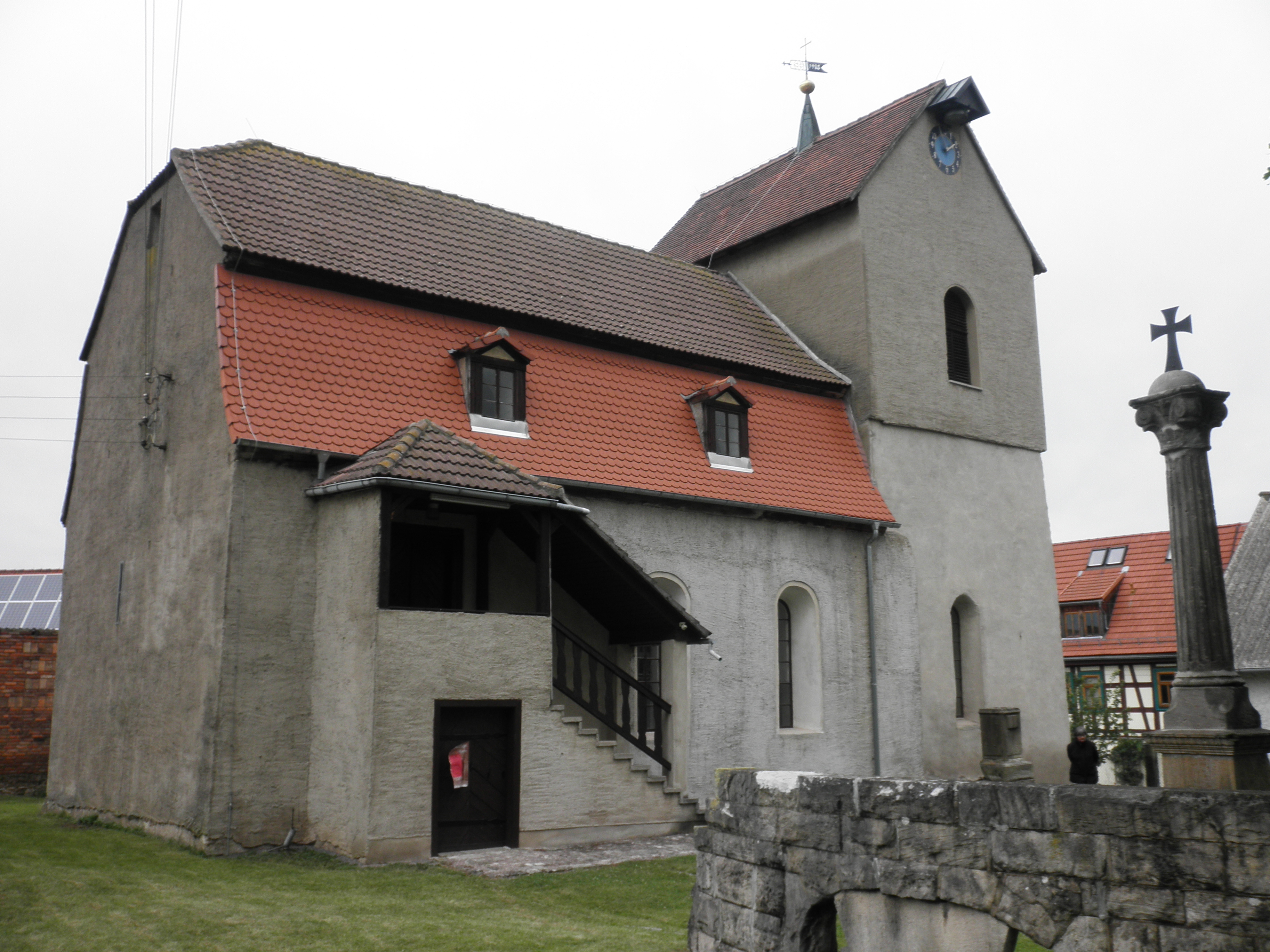
Dorfkirche Ulrichshalben

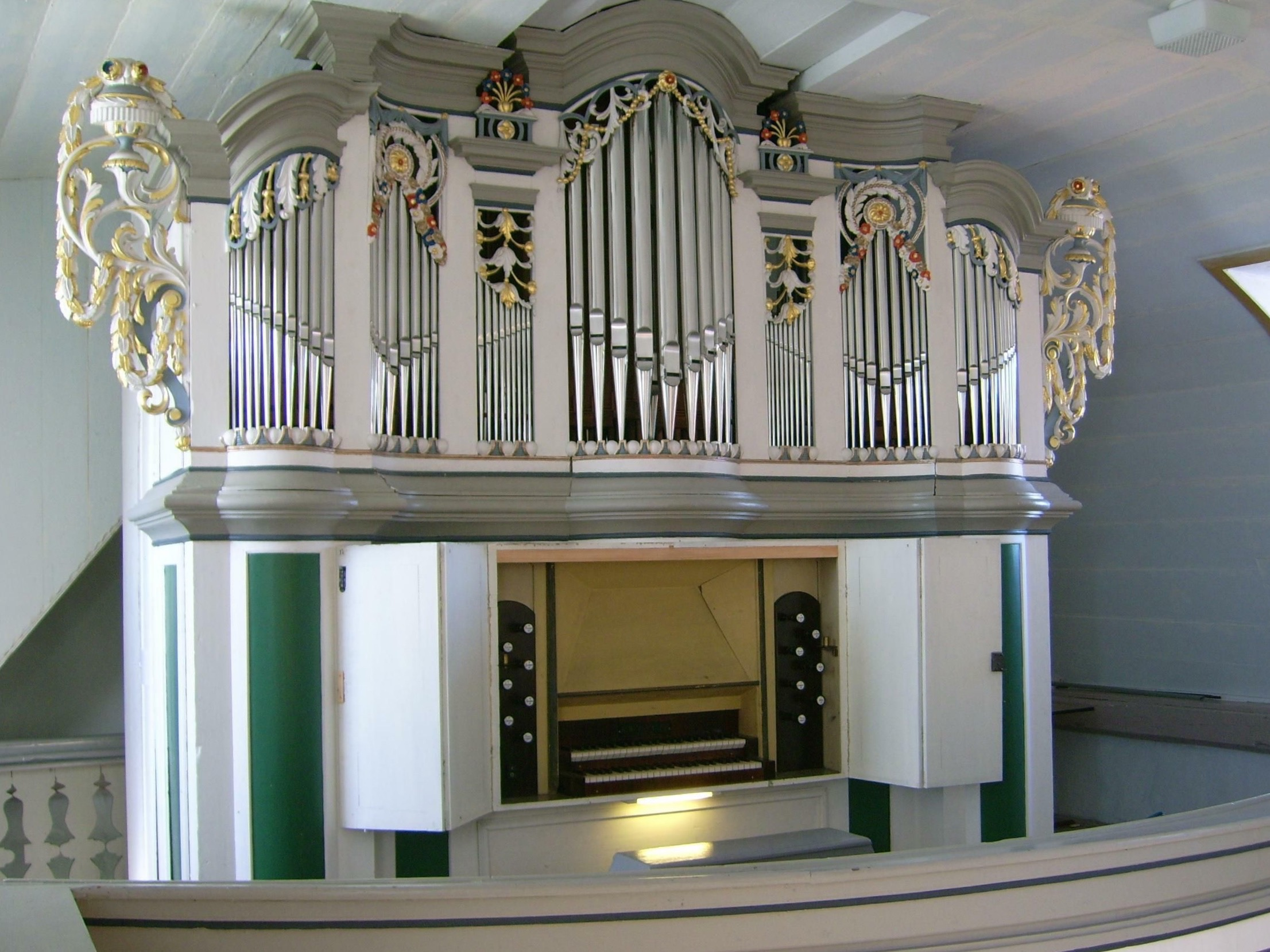
Orgel

Die denkmalgeschützte evangelisch-lutherische Dorfkirche Ulrichshalben steht in Ulrichshalben, einem Ortsteil der Landgemeinde Ilmtal-Weinstraße im Landkreis Weimarer Land in Thüringen. Die Kirchengemeinde Ulrichshalben gehört zum Pfarrbereich Niederroßla (Johannisgemeinde) im Kirchenkreis Apolda-Buttstädt der Evangelischen Kirche in Mitteldeutschland.

## Beschreibung
Die Saalkirche wurde nach einem Brand 1725 in der heutigen Form wiederhergestellt. Sie wurde in den 1980er Jahren umfassend instand gesetzt. Das Kirchenschiff ist mit einem Mansarddach bedeckt, der Chorturm im Osten mit einem querliegenden Satteldach. Im Bereich des Chors sind spitzbogige Fenster ohne Maßwerk. Der Innenraum hat dreiseitige, zweigeschossige Emporen. Die Kanzel stammt von einem abgebrochenen Kanzelaltar aus dem frühen 19. Jahrhundert. Die Orgel wurde 1803 von Johann Benjamin Witzmann gebaut. Sie wurde um 1860 von Wilhelm Heerwagen erstmals und 2006 erneut von Orgelbau Schönefeld restauriert.